# جلوة يمنية
الجلوة اليمنية (باللاتينية: Atractylis yemensis) نوع نباتي يتبع جنس الجلوة من الفصيلة النجمية.

## الموئل والانتشار
موطنه اليمن.